# 喜びも悲しみも幾歳月
『喜びも悲しみも幾歳月』（よろこびもかなしみもいくとしつき）は、1957年に松竹が制作・公開した木下惠介監督の映画作品である。

## 解説
海の安全を守るため、日本各地の辺地に点在する灯台を転々としながら厳しい駐在生活を送る灯台守夫婦の、戦前から戦後に至る25年間を描いた長編ドラマである。
1956年に雑誌掲載された福島県塩屋埼灯台長（当時）田中績（いさお）の妻・きよの手記から題材を得て、木下監督自身が脚本を執筆した。全編にわたりカラー映像で撮影され、単なるホームドラマの枠を超えて日本各地の美しく厳しい風景を活写した大作で、公開当時大ヒット作となり、同年の芸術祭賞を受賞した。
若山彰の歌唱による同名主題歌の「喜びも悲しみも幾歳月」も大ヒットし、後世でも過去の著名なヒット曲としてしばしば紹介されている。
観音崎、御前崎、安乗崎、野寒布岬、三原山、五島列島、瀬戸内海の男木島、女木島など全国でロケーション撮影を敢行し、ロードムービーの一種としても楽しめる作品である。
後年、3度に渡りテレビドラマ化されたほか、1986年には木下監督自身により時代の変化を加味したリメイク版『新・喜びも悲しみも幾歳月』も映画化されている。
夫が転勤になると､画面に日本地図が映り現在の勤務地から次の勤務地へ移動してその所在地が示される。

## 映画の舞台となった灯台
劇中の地図に出てきた灯台
- 1. 観音埼灯台 - 三浦半島/神奈川県

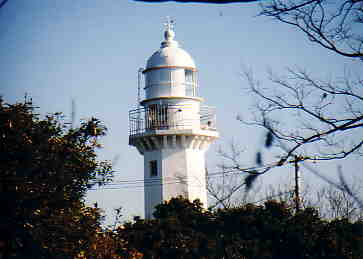
ファーストシーンに登場した観音崎灯台

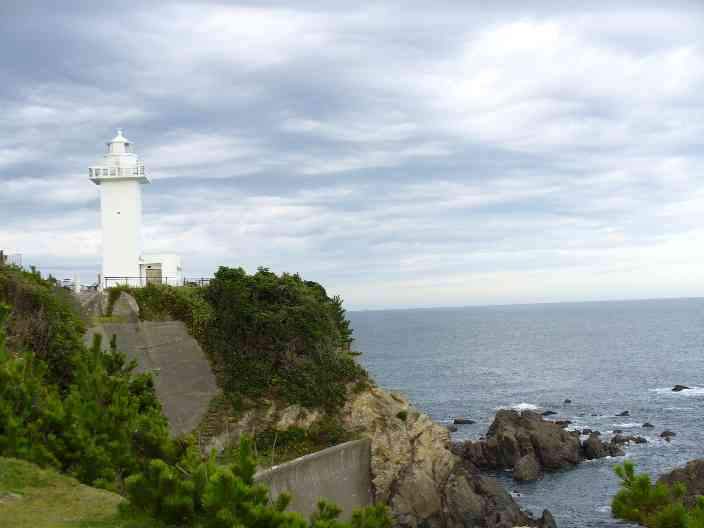
舞台の一つ安乗崎灯台

  - 1932年（昭和7年） - 第一次上海事変勃発
- 2. 石狩灯台 - 石狩/北海道
  - 1933年（昭和8年）頃 - 雪野・光太郎の生誕
- 3. 伊豆大島灯台 - 伊豆大島/東京都（※赴任せずに通過）
  - 1937年（昭和12年） - 日中戦争勃発
- 4. 水ノ子島灯台 （地図の表記は水子島）- 豊後水道水ノ子島/大分県（※赴任せずに通過）
- 5. 女島灯台 - 五島列島/長崎県
- 6. 弾埼灯台 - 佐渡島/新潟県
  - 1941年（昭和16年） - 太平洋戦争勃発
- 7. 御前埼灯台 - 御前崎/静岡県
  - 1945年（昭和20年） - 太平洋戦争終結、日本敗戦
- 8. 安乗埼灯台 - 志摩/三重県
  - 1950年（昭和25年）
- 9. 男木島灯台 - 瀬戸内海/香川県
  - 1954年（昭和29年）
- 10. 御前埼灯台 - 御前崎/静岡県（※再赴任）
  - 1955年（昭和30年） - 四郎、灯台長として着任
- 11. 日和山灯台 - 小樽市祝津/北海道

太平洋戦争中に殉職者が出た灯台（空撮、機銃掃射の効果音あり）
- 1. 金華山灯台 - 牡鹿半島/宮城県
- 2. 塩屋埼灯台 - いわき市/福島県
- 3. 尻屋埼灯台 - 下北半島/青森県（字幕は尻矢埼灯台と表記）
- 4. 犬吠埼灯台 - 銚子市/千葉県
- 5. 綾里埼灯台 - 大船渡市/岩手県

## ストーリー
1932年（昭和7年）、新婚早々の灯台守・有沢四郎と妻・有沢きよ子は、四郎の勤務先の観音埼灯台で暮らし始める。北海道の石狩灯台で雪野・光太郎の2人の子を授かり、九州の五島列島の先の女島灯台では夫婦別居も経験する。その後、弾崎灯台で日米開戦を迎え、戦争で多くの同僚を失うなど苦しい時期もあったが、後輩の野津と野津の妻・真砂子に励まされながら勤務を続ける。また、空襲を逃れて東京から疎開してきた一家と親しくなるなど、新たな出会いもあった。
戦後、男木島灯台勤務の時、息子の光太郎が不良とのケンカで刺殺される。しかし、そうした悲しみを乗り越えた先には喜びも待っていた。御前埼灯台の台長として赴任する途中、戦時中に知り合った疎開一家の長男・進吾と娘の雪野との結婚話がまとまったのだ。御前埼灯台から四郎ときよ子の2人は灯台の灯をともして、新婚の雪野と進吾がエジプトのカイロに向かうために乗り込んだ船を見守る。遠ざかる船を見ながら、四郎ときよ子は「娘を立派に育てあげて本当によかった。灯台職員を続けていて本当によかった」と、感慨深く涙ぐむのだった。娘夫婦を燈台の光と霧笛で見送る両親に､娘夫婦は船長に依頼した汽笛で応える｡

## キャスト
- 有沢四郎：佐田啓二
- 有沢きよ子：高峰秀子
- 有沢雪野：有沢正子
- 有沢光太郎：中村賀津雄
- 野津：田村高広
- 真砂子：伊藤弘子
- 名取：北竜二
- 名取進吾：仲谷昇
- 進吾の母：夏川静江
- 藤井たつ子：桂木洋子
- 観音埼手塚台長：小林十九二
- 郵便局長：坂本武
- 金牧：三井弘次
- 糸子：井川邦子
- きよ子の母：岡田和子
- 金牧の妻：桜むつ子
- 石狩灯台木村台長：明石潮
- 佐渡大場台長：夏川大二郎
- 二川無電士：磯野秋雄

## スタッフ
- 監督・脚本：木下惠介
- 撮影：楠田浩之
- 音楽：木下忠司
- 美術：伊藤熹朔、梅田千代夫
- 主題歌：「喜びも悲しみも幾歳月」（作詞・作曲：木下忠司、歌：若山彰）
- 後援：海上保安庁

## テレビドラマ版

### 1965年版
1965年4月6日 - 9月28日、TBS系列の『木下恵介劇場』（火曜21:00 - 21:30。大正製薬一社提供）で放送。全26回。

#### キャスト

##### 有沢家
- 有沢四郎：大辻伺郎
- 有沢きよ子：松本典子
- 有沢雪野：磯部玉枝（幼少期：江藤薫 → 宇根和江 → 大貫ゆり子 → 福岡純子）
- 有沢光太郎：中山克己（幼少期：星野晋一郎 → 川畑一夫 → 山口哲）

##### 観音崎灯台
- 手塚台長：佐野周二
- 手塚の妻：川上夏代
- 金牧次席：森幹太
- 金牧実子：木村俊恵
- 灯台守・山本：小田草之助
- 山本の妻：中村雅子
- 次席（昭和40年）：井上正彦

##### 石狩灯台
- 木村台長：松本克平
- 木村の妻：水上令子
- 灯台守・鈴木：露口茂
- 鈴木の妻・絲子：久我美子
- 鈴木勇一：中村敦夫
- 郵便局長：近江俊輔
- 馭者：大杉莞児

##### 女島灯台
- 佐藤台長：宮口精二
- 佐藤の妻：中村美代子
- 灯台守・野津：長谷川哲夫
- 佐藤（野津）真砂子：清水まゆみ
- 野津洋一：村山仁（幼少期：武正忠明）
- 野津光次郎：市川好郎（幼少期：前川正一）
- 二川無線士：織本順吉

##### 弾埼灯台
- 大場台長：永田靖
- 弾崎村長：松本染升
- 灯台守・水出：関口宏
- 文子：北林早苗
- 木島正一：太田正孝
- 木島の父：藤山竜一
- 木島の母：菅井きん
- 医者：高木信夫
- 土屋：大久保敏男
- 志田：城谷皓治
- 郵便配達夫：日向三平
- 男A：津村映次
- 男B：朝海日出男
- 男C：滝久志
- 看護婦：秩父晴子

##### 御前崎灯台
- 飯塚台長：浜田寅彦
- 飯塚の妻：秋好光果
- 灯台守・山本：遠藤剛
- 名取：深水吉衛
- 名取正子：大塚道子
- 名取進吾：西沢利明（幼少期：角本秀夫）
- 名取武：八木康夫
- 岡田：人見修
- 在郷軍人：土田桂司
- 山本恵子：松井美津代

##### 安乗埼灯台
- 台長：坂本武
- 灯台守・田中：田中晋二
- 灯台守・吉田：青山宏
- 学生：和田孝男

##### 男木島灯台
- 灯台守・藤井：三上真一郎
- 小使・浜崎：磯野秋雄
- 高岡秋子：川畑佳子
- 下宿の小母さん：三谷幸子
- 田中先生：岸野一彦
- 看護婦：関純子

##### 有沢家関係者
- 藤井（蓮池）たつ子：青山京子
- 蓮池：菅貫太郎
- きよ子の母・吉本まさ：風見章子
- 吉本一郎：渡辺紀行
- 吉本明子：深山悦子
- 一郎の父：遠山文雄
- 四郎の母・有沢芳枝：吉川満子

##### その他
- すしや店員：荒瀬友孝
- 船長：山本幸栄
- 宿の女中：戸川美子
- 宿の番頭：吉村辰雄
- 食堂の店員：千葉晃一
- 勇：河野繁樹
- 船員：松原直
- 松井：和地広幸
- 牧師：山吉鴻作
- ナレーター：石原良

#### スタッフ
- 監督：今井雄五郎、中新井和夫
- 監修：木下惠介
- 助監督：中新井和夫、満友敬司、山田良美、白木慶二
- 記録：篠原二㐂子、福島マリ
- 製作主任：末松昭太郎
- 進行：前田竜平、斉藤稔
- プロデューサー：桑田良太郎
- 脚本：楠田芳子
- 音楽：木下忠司
- 録音：松竹録音スタジオ
- 美術：木村芳男
- 装置：若林孝三郎
- 装飾：井上宏
- 結髪：菊地絹、朝野敏子
- 衣裳：東京衣裳
- 撮影技術：渡辺浩
- 照明：荒木勝
- 編集：斉藤正夫
- 現像：東洋現像所（現・IMAGICA）
- 協力：海上保安庁、香川県
- 制作：TBS、松竹テレビ室

### 1972年版
1972年7月10日 - 8月25日、TBS系列の花王 愛の劇場枠で放送。全35回。

#### キャスト
- 有沢四郎：園井啓介
- 有沢きよ子：吉行和子
- 浅野進治郎
- 小坂一也
- 神鳥ひろ子
- 下條正巳
- 左時枝
- 長澄修
- 秋山ゆり
- 利根はる恵
- 野口ふみえ
- 露原千草
- 堀井永子
- 沢久美子
- 剣持伴紀
- 大木智子
- 清水まゆみ
- ナレーター：矢島正明

#### スタッフ
- 演出：桜井秀雄、菱田義雄
- 制作：木下恵介プロダクション

### 1976年版
1976年9月28日 - 1977年1月4日、日本テレビ系列「火曜劇場」枠で放送。全15回。

#### キャスト
- 四郎：北大路欣也
- きよ子：山本陽子
- 千秋実
- 結城美栄子
- 加藤治子
- 渡辺篤史
- 風見章子
- 宮内洋
- 服部妙子
- 堀越節子
- 谷村隆之
- 有沢光恵

#### スタッフ
- 脚本：池田一朗（隆慶一郎）、安倍徹郎
- 演出：野末和夫
- 音楽：木下忠司

| TBS 木下恵介劇場                      | TBS 木下恵介劇場                               | TBS 木下恵介劇場                        |
| 前番組                                | 番組名                                         | 次番組                                  |
| ------------------------------------- | ---------------------------------------------- | --------------------------------------- |
| 石の薔薇 （1965.3.2 - 1965.3.30）     | 喜びも悲しみも幾歳月 （1965.4.6 - 1965.9.28）  | 二人の星 （1965.10.5 - 1966.3.29）      |
| TBS 花王 愛の劇場                     |                                                |                                         |
| 愛染椿 （1972.5.8 - 1972.7.7）        | 喜びも悲しみも幾歳月 （1972.7.10 - 1972.8.25） | 月よりの使者 （1972.8.28 - 1972.10.27） |
| 日本テレビ 火曜劇場                   |                                                |                                         |
| かげろうの家 （1976.7.6 - 1976.9.21） | 喜びも悲しみも幾歳月 （1976.9.28 - 1977.1.4）  | 愛の嵐 （1977.1.11 - 1977.4.12）        |

## 楽曲としての「喜びも悲しみも幾歳月」
- 劇場映画版が公開された1957年（昭和32年）9月にコロムビアレコードよりリリース。
- 前述の通り、作詞・作曲は木下惠介の実弟である木下忠司、歌唱は若山彰。
- 本曲は『喜びも-』映像化の際、その全ての作品において主題歌として使用された。また、同じ木下惠介の手によるリメイク版『新・喜びも悲しみも幾歳月』（1986年）公開の際には、同じ若山の歌唱によって再録音・再リリースされた。
- 曲調がフォークダンスの定番曲『オクラホマミキサー』の短調のパートによく似ていることから、往年の名音楽バラエティ番組、日本テレビ『シャボン玉ホリデー』における植木等がメインのコント（お呼びでない…）のネタにも使われたことがある（詳細はオクラホマミキサーの項目を参照のこと）。奇しくも、植木は前述のリメイク版に出演し、日本アカデミー賞最優秀助演男優賞受賞につながった。
- コロムビア・トップ・ライトの六大学校歌の持ちネタで、「東大の歌」として使われた。
- 漫画「プレイボール」で部員が送別会などの会を開くとき、本曲を定番にしていた部員がいた。
- 若山が本曲を歌唱するVTRは、特にこれまでなつメロ番組を多数放送してきたテレビ東京（旧・東京12チャンネル）に数多く保存されており、現在でも時折同局系にて放映される『昭和歌謡大全集』や『名曲ベストヒット歌謡』で度々紹介されている。